# NGC 3203
NGC 3203 este o galaxie lenticulară situată în constelația Hidra. A fost descoperită în 24 martie 1835 de către John Herschel. Se află la o distanță de 34,82 de megaparseci de Pământ.